# Fabula (2025)
Fabula is een Belgisch-Nederlands-Duitse komische misdaadfilm uit 2025, geschreven en geregisseerd door Michiel ten Horn. De hoofdrollen worden vertolkt door Fedja van Huêt en Sezgin Güleç.

## Verhaal
Jos is een niet al te succesvolle crimineel die geboren werd in een familie die geteisterd wordt door rampen. Nadat dan ook nog eens een drugsdeal misloopt is hij vastbesloten om de oorzaak van deze rampspoed te achterhalen. Tijdens zijn zoektocht ontmoet een reeks kleurrijke personages die hem langzaam dichter bij de verklaring brengen waar hij naar op zoek is.

## Rolverdeling
| Acteur           | Personage                                         |
| ---------------- | ------------------------------------------------- |
| Fedja van Huêt   | Jos / turfsteker / Hay / rijke man / Bokkenrijder |
| Sezgin Güleç     | Özgür                                             |
| Anniek Pheifer   | Dien / vrouw van Hay / vrouw van de Bokkenrijder  |
| Michiel Kerbosch | Lei                                               |
| Livia Lamers     | Linda                                             |
| Georg Friedrich  | Hendrik                                           |
| David Kross      | The Grape                                         |
| Victor Löw       | Fairground Operator                               |

## Productie
Fabula werd geproduceerd door New Amsterdam Film Company (Nederland), Fobic Films (Duitsland) en 2Pilots (België), en wordt gedistribueerd door The Searchers. De Nederlandse regisseur Michiel ten Horn koos er voor om te filmen in het Nederlandse Limburg, zijn geboortestreek. De film begint met een waargebeurde gebeurtenis, namelijk de vondst van een gouden Romeinse helm in 1910 door een turfsteker in het hoogveengebied in het Limburgse Peel. De regisseur zei dat de film een komedie, een actiefilm, een roadmovie en zelfs een buddymovie is.

## Release
Fabula ging op 30 januari 2025 in première als openingsfilm van het International Film Festival Rotterdam.